# Krňovice
Krňovice (německy Krniowitz) je vesnice, část města Třebechovice pod Orebem v okrese Hradec Králové. Nachází se asi 1,5 kilometru jihozápadně od Třebechovic pod Orebem. Prochází zde silnice II/298. Krňovice je také název katastrálního území o rozloze 1,68 km².
Na kraji vesnice je skanzen. Krňovice jsou od Třebechovic odděleny tokem Orlice, překlenutým mostem. Vedle mostu je vodácké přístaviště s možností vynesení lodě z řeky.

## Historie
První písemná zmínka o obci pochází z roku 1362. Ves se původně jmenovala Krnějovice, podle svého zakladatele jménem Krněj nebo Krněja.

## Přírodní poměry
Vesnice stojí ve Orlické tabuli na hranice přírodního parku Orlice. Podél severní hranice jejího katastrálního území protéká řeka Orlice, jejíž tok a přilehlé pozemky jsou součástí přírodní památky Orlice.

## Exulanti
Stejně jako ze Štěnkova a jiných obcí v okolí i z Krňovic odcházeli evangelíci do exilu. Magdalena Prausová z Krňovic zemřela 15. listopadu 1771 v Husinci, první české exulantské obci v pruském Slezsku. Poté se její dcera Magdalena (narozena v Krňovicích) vdala do menší české kolonie Dolní Poděbrady poblíž Husince. 

## Pamětihodnosti
- Kostel Nanebevzetí Panny Marie – kulturní památka
- Sklad ledu u kostela Nanebevzetí Panny Marie – kulturní památka
- Podorlický skanzen

## Další fotografie

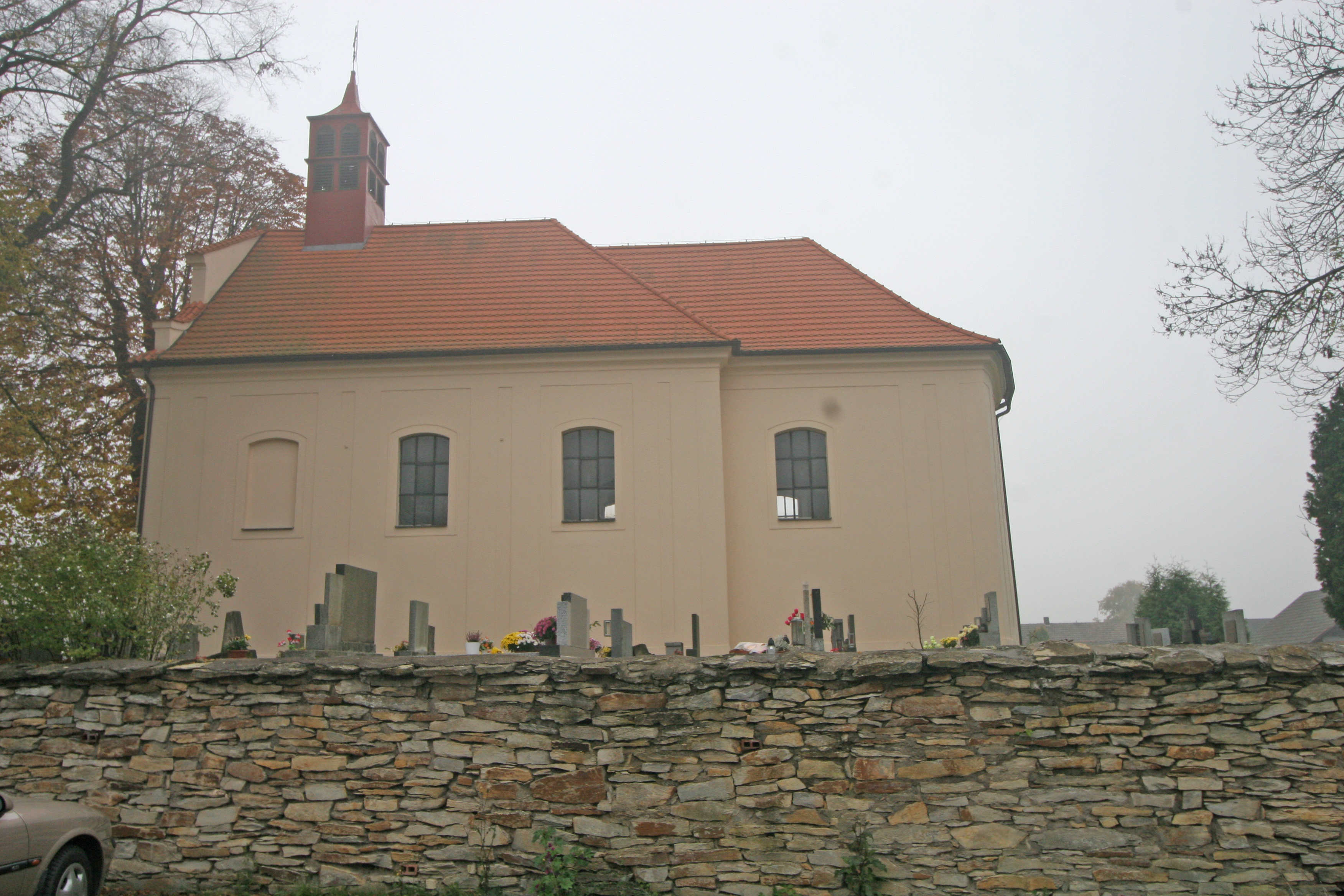
Kostel
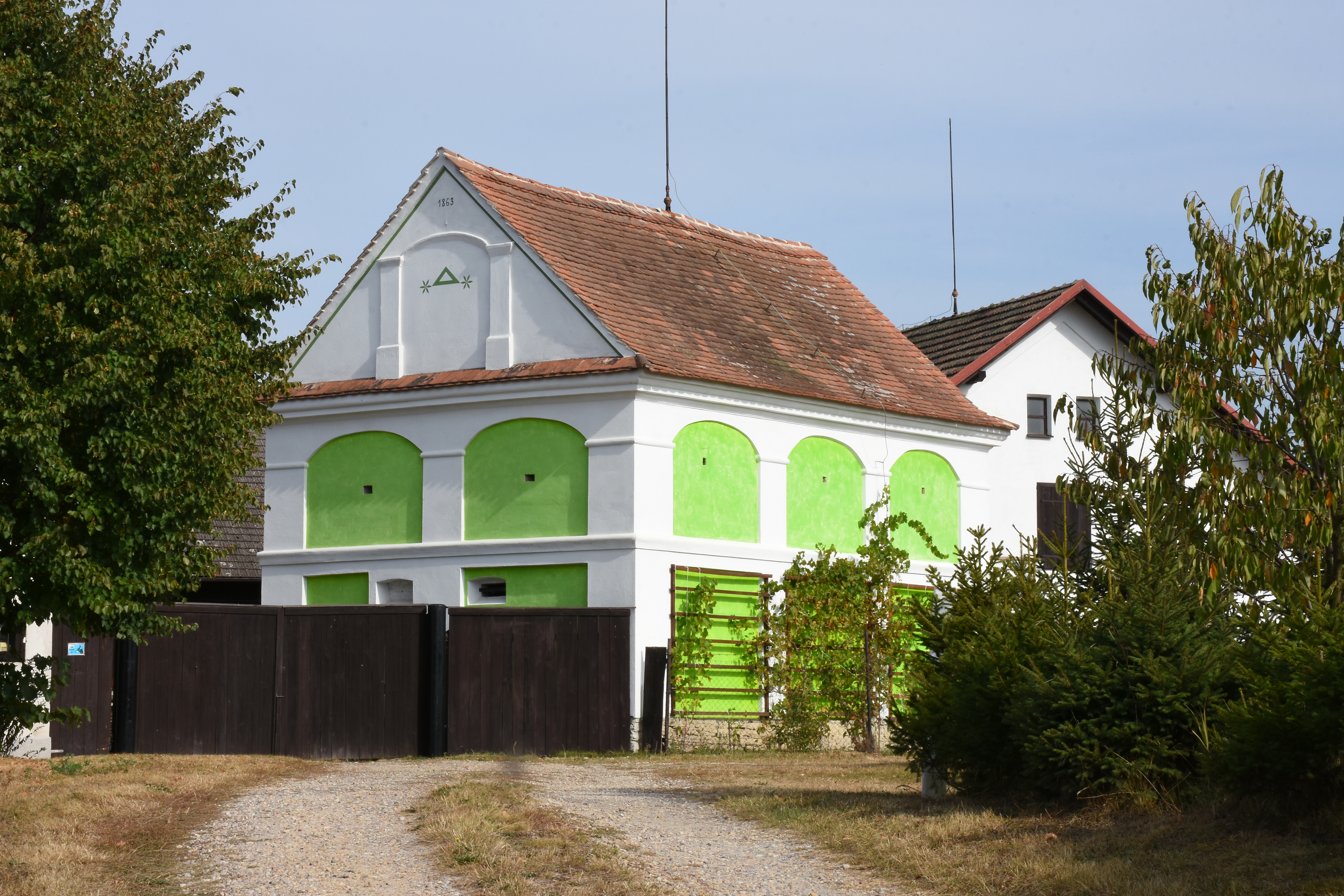
Patrový špýchárek s datací 1863
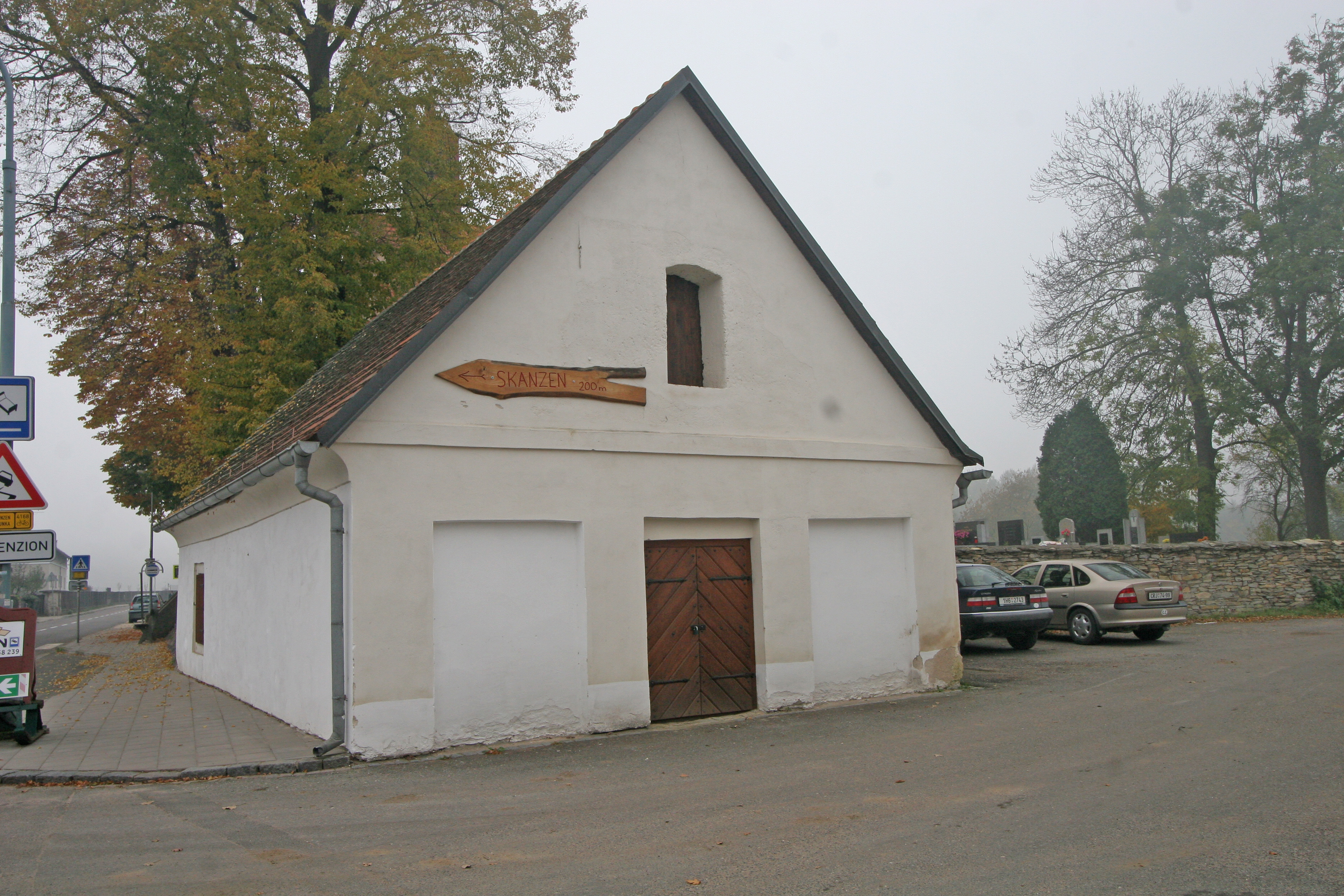
Historický sklad ledu
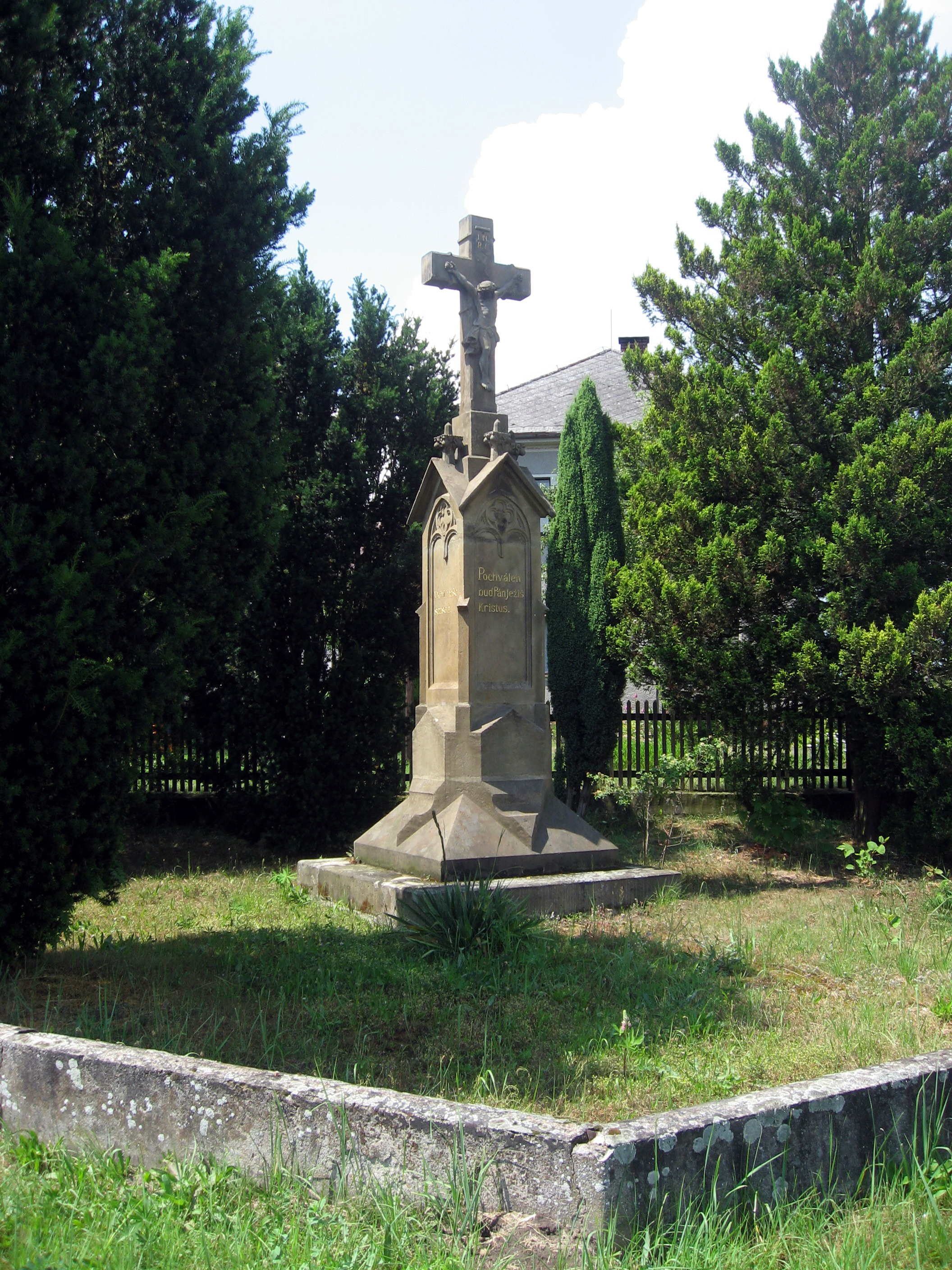
Kříž
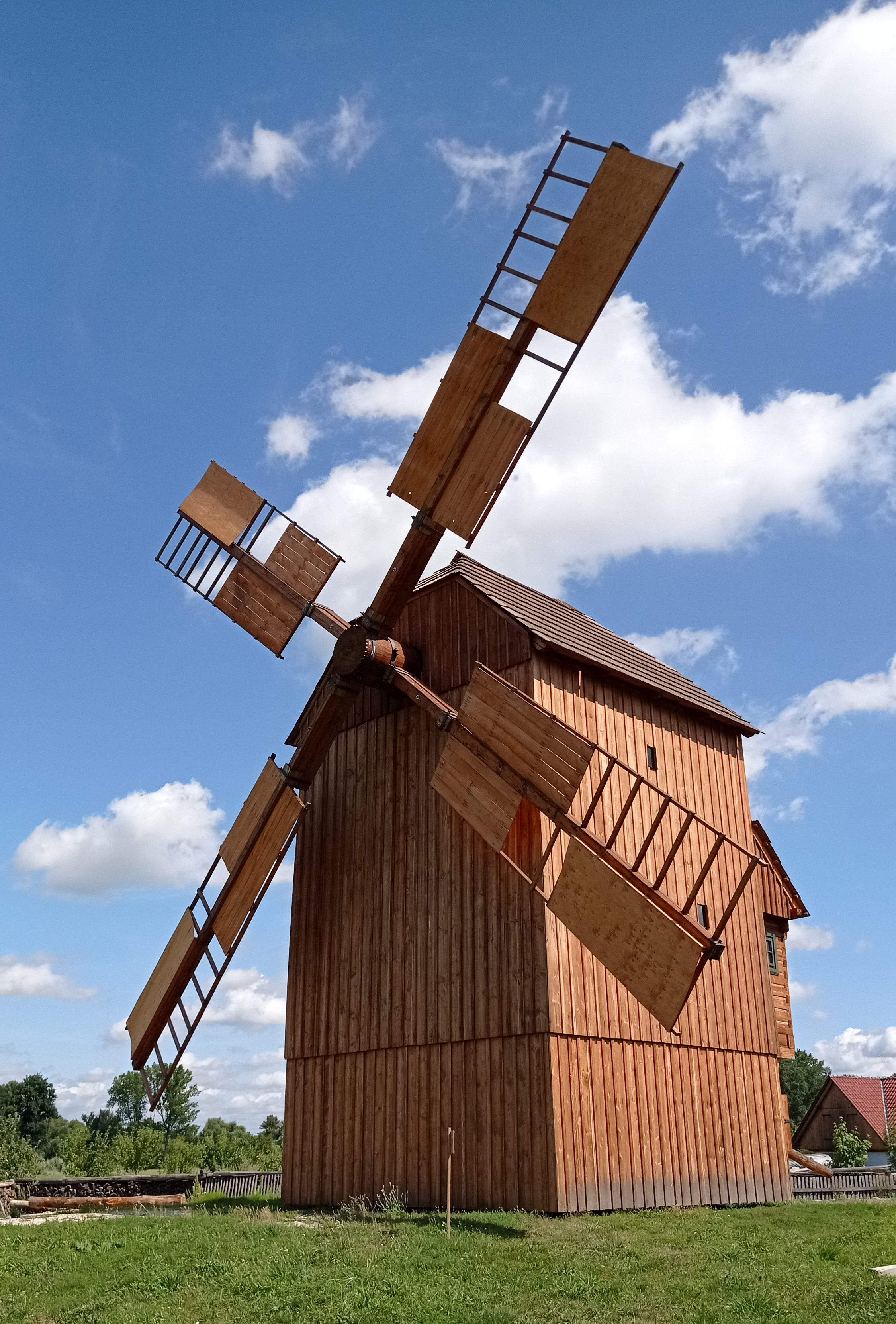
Replika větrného mlýna ve skanzenu